# Calamovilfa
Calamovilfa es un género de plantas herbáceas perteneciente a la familia de las poáceas. Es originario de Norteamérica. Comprende 6 especies descritas y de estas, solo 5 aceptadas.

## Taxonomía
El género fue descrito por (A.Gray) Hack. ex Scribn. & Southw. y publicado en The True Grasses 113. 1890. La especie tipo es: Calamovilfa brevipilis
Etimología
El nombre del género deriva del griego kalamos ( caña) y Vilfa, un sinónimo de un género de la familia.
Citología;
Número de la base del cromosoma, x = 10. 2n = 40. 

## Especies aceptadas
A continuación se brinda un listado de las especies del género Calamovilfa aceptadas hasta noviembre de 2014, ordenadas alfabéticamente. Para cada una se indica el nombre binomial seguido del autor, abreviado según las convenciones y usos.	
- Calamovilfa arcuata
- Calamovilfa brevipilis
- Calamovilfa curtissii
- Calamovilfa gigantea
- Calamovilfa longifolia